# هيبوبوميديا
هيبوبوميديا (الاسم العلمي:  Hypopomidae) هي عائلة من الأسماك من فصيلة سكينيات الشكل (الاسم العلمي:  knifefish bluntnose) المعروفة باسم السيكينيات الفطساء . ويمكن أيضا أن يطلق عليهم سيكينيات العشب أو الأوراق. لا يتم تناول هذه الأسماك الكهربائية في كثير من الأحيان، وهي ذات أهمية تجارية قليلة، ونادراً ما يتم الاحتفاظ بها كسمك في المربى المائي ومع ذلك، قد تشكل الأنواع في هذه العائلة جزءًا مهمًا من الكتلة الحيوية في المناطق التي تقطنها.
تنبع هذه الأسماك من المياه العذبة في بنما وأمريكا الجنوبية. تقتصر هايبوبميدي على المؤثرات العصبية الرطبة، التي تتراوح بين ريو دي لا بلاتا في الأرجنتين (35 درجة مئوية) إلى ريو تويرا في بنما (8 درجات شمالاً). هيبوبوميدات عُرفت في المياه القارية لجميع بلدان أمريكا الجنوبية باستثناء شيلي، وهي الأكثر تنوعًا في حوض الأمازون.
الوصف:

الأسنان غائبة عن فكي الفم. على عكس rhamphichthyidae ذات الصلة الوثيقة، فإن الأنواع من هذه العائلة ليس لديها أنبوبة بل أنبوبة قصيرة. و الخياشيم مفصولة جيدا.
تحتوي هذه العائلة على أصغر أشكال الجمنازيوم، Microsternarchus brevis و Hypopygus hoedemani ، التي يصل طولها الكلي إلى 5.3 سم (2.1 بوصة) و 5.9 سم (2.3 بوصة) على التوالي. معظم الأنواع الأخرى في الأسرة هي أيضًا صغيرة نسبيًا، ويبلغ طولها أقل من 25 سم (10 بوصات) ، على الرغم من أن أكبر أنواع معينة، Brachyhypopomus و Hypopomus و Steatogenys ، يصل حجمها إلى 40-50 سم (16-20 بوصة). هذه الأسماك لها عيون صغيرة للغاية - قطرها أصغر من المسافة بين أفاريزهم. تنشأ الزعنفة الشرجية الطويلة أسفل الزعنفة الصدرية أو خلفها، ولا توجد زعنفة ذيلية.
إن تفريغ الأعضاء الكهربائية (EOD) لهذه الأسماك متعدد الطور (عادة ثنائي الطور) ، ويتم إنتاجه في نبضات متميزة. بعض الحيوانات المفترسة، مثل سمك السلور والسيكينيات المفترسة، قادرة على اكتشاف هذه المتفجرات من مخلفات الحرب واستخدامها لصالحها في العثور على الفريسة. ومع ذلك، فإن الأنواع الموجودة في جنس Brachyhypopomus تقيد الطيف المنخفض التردد لحقلها الكهربائي بالقرب من أجسامها، مما يسمح بانتشار الترددات الأعلى ؛ هذا يجعل من الصعب على الحيوانات المفترسة اكتشافها.

## التصنيف والأجناس
وفقًا لـ FishBase ، يوجد تسعة أجناس في هذه العائلة، ولكن أظهرت دراسة جزيئية في عام 2011 أنه يجب إدراج أحد هذه الأنواع (مع وضع علامة الرقم في القائمة) في Hypopygus ، ودراسة جزيئية شاملة من عام 2015 أظهر أن اثنين من أجناس (توضع نجوم * في القائمة) وضعت تقليديا هنا تنتمي إلى Rhamphichthyidae. مع هذه التغييرات، لا يزال هناك ستة أجناس في عائلة هيبوبوميديا، وقد تبعتها السلطات الحديثة.